# فرودگاه شهری ورلند
فرودگاه شهری ورلند (به انگلیسی: Worland Municipal Airport) یک فرودگاه همگانی باربری با کد یاتا WRL است که یک باند فرود آسفالت دارد و طول باند آن ۲۱۳۵ متر است. این فرودگاه در کشور ایالات متحده آمریکا قرار دارد و در ارتفاع ۱۲۸۸ متری از سطح دریا واقع شده است.